# Anastasio Somoza

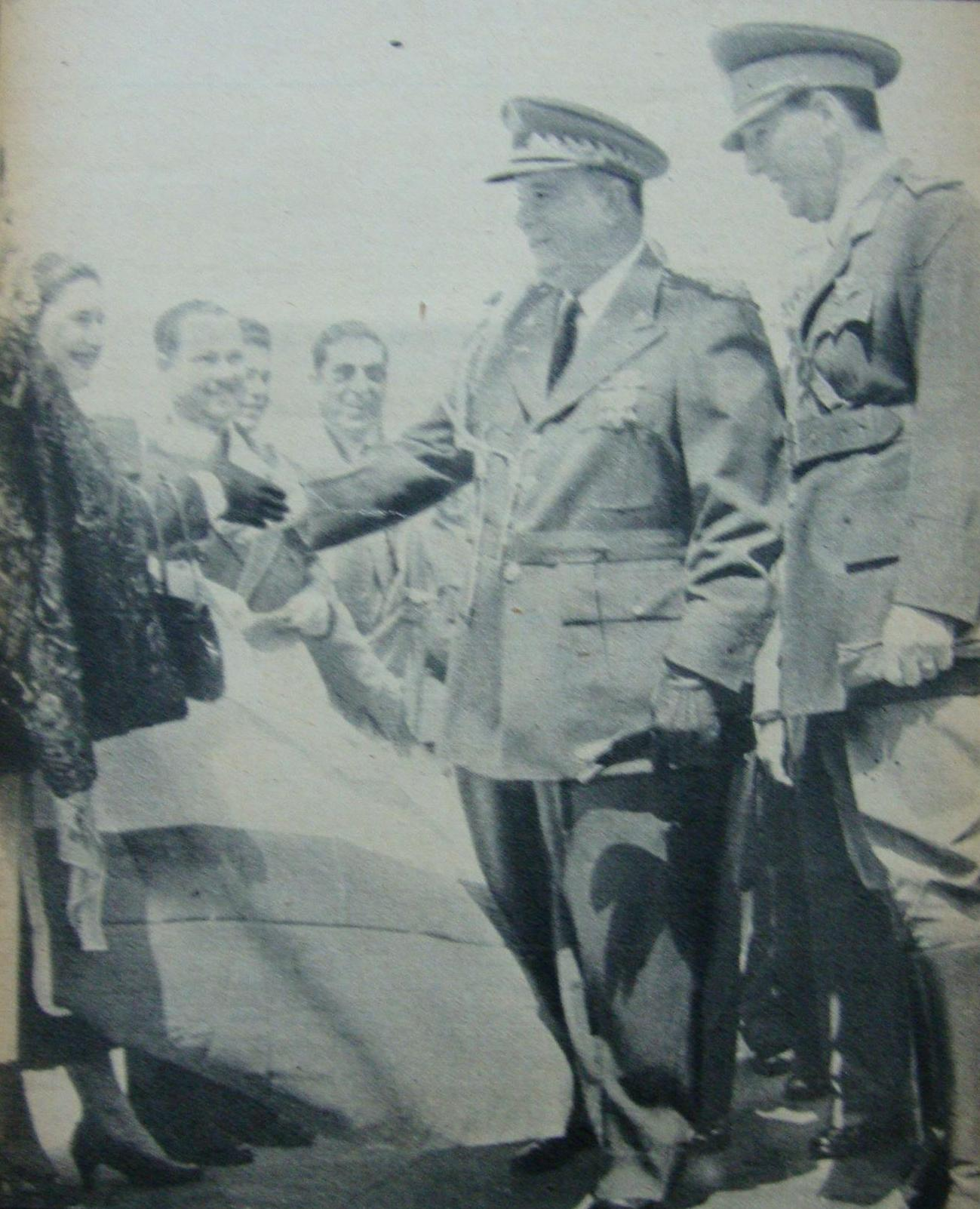
Somoza és Perón

Anastasio Somoza García (San Marcos, 1896 – Panamaváros, 1956. szeptember 29.) Nicaragua egykori elnöke.

## Életrajza
Egy nem túl gazdag kávéültetvényes családba született. Néhány évig az Instituto Nacional del Orentében tanult, majd az Amerikai Egyesült Államokba ment, ahol sikeresen lediplomázott egy philadelphiai közigazgatás–üzleti iskolában. Az Államokban dolgozott autókereskedőként, karbantartóként, sőt még pénzhamisítóként is. Ebben az időszakban vette feleségül Salvadora Debaylét, aki Nicaragua egyik legbefolyásosabb családjából származott.
1926-ban visszatért hazájába, ahol politikusi pályára lépett, méghozzá az akkor országszerte üldözött liberálisokhoz csatlakozott. Amikor a liberálisok megegyeztek Adolfo Diaz akkori elnök vezette ellenfeleikkel, új választások kiírására került sor. A rendet innentől az újonnan létrehozott, amerikai irányítás alatt álló, eleinte semleges Guarda Nacional, azaz Nemzeti Gárda vigyázta. 1933 körül lett a Gárda főparancsnoka Somoza. Azonnal nekilátott a Sacasa vezette kormány megdöntésére irányuló tervei végrehajtásához, illetve a hírhedt gerillavezér, Augusto César Sandino kiiktatásához.
A Nemzeti Gárda létszámát felduzzasztotta, számos ismert politikust a saját oldalára állított. 1934. február 21-én Sandinót meggyilkoltatta, majd – miután ezt nyilvánosan is elismerte – bejelentette, hogy indul az 1936-os választásokon az elnöki posztért. Ezt a kijelentését ugyan az Egyesült Államok nyomására visszavonta, de katonaságát megerősítette, és létrehozta az ún. Camisas Azulest (kékingesek) fasiszta nézeteket valló radikális csoportot, melynek segítségével több városban is felkelést robbantott ki, melyeket aztán le is vert a Gárda segítségével, majd a helyi kormánytisztviselőket katonai ellenőrzés alá helyezte. Ezzel a taktikával lassan megszerezte a Nicaragua feletti teljes ellenőrzést.
1936. június 2-án Sacasa elnök Salvadorba menekült, ezután Somoza megnyerte a választásokat. Beiktatása után kisajátította az állami hivatalokat és vállalatokat, majd az ültetvényesektől elkobozta földjeiket saját maga számára, a gárdatagok fizetését pedig radikálisan megemelte, ezáltal is erősítve hatalmi bázisát. Pearl Harbor lebombázása után az Egyesült Államok oldalára állt, és hadat üzent Japánnak, Németországnak és Olaszországnak, de a nicaraguai hadsereg soha nem vett részt egyetlen összecsapásban sem.
Azonban mindez hiába volt, az USA nem nézte jó szemmel a Nicaraguán belüli állandósult erőszakot, és Somoza politikai ellenfelei is mozgolódni kezdtek. Hogy megnyugtassa az USA-t, 1945. november 29-én írásban tett ígéretet arra, hogy harmadszorra nem indul az elnökválasztáson, valamint hogy helyreállítja a polgári szabadságjogokat, és szabadon bocsátja a politikai foglyokat.
1947. február 2-án azonban a választásokon a nicaraguai nép számára nem maradt más, mint Somoza jelöltjét, Leonardo Argüello Barretót megválasztani. Az új elnök ellen Somoza már három hét múlva puccsot követett el, a helyére előbb egy ideiglenes elnököt, majd saját nagybátyját ültette, aki nem sokkal később szívrohamban meghalt. Addigra Somoza módosíttatta az alkotmányt, így harmadszorra is elnökké választatta magát.
Innentől kezdve azonban semmi sem alakult a tervei szerint: 1953-ban sikertelen merényletet kíséreltek meg ellene, melynek egyik vezetője Costa Rica elnöke, „Pepe” Figueres ezredes volt. Dühében Somoza 1954. január 11-én megtámadta Costa Ricát, azonban súlyos vereséget szenvedett. Ráadásul a nemzetközi piac kihívásaira reagálva úgy döntött, hogy csökkenti a nicaraguai pénznem, a córdoba értékét, amelynek következtében számos társadalmi csoport szegényedett el egyik pillanatról a másikra. Ám ahelyett, hogy beismerte volna, hogy hibázott, dacosan bejelentette, hogy ismét indulni kíván az elnökválasztáson, és ezzel meg is pecsételte önnön sorsát, ugyanis egy Rigoberto López Pérez nevű író-újságíró e bejelentés hatására szánta el magát az elnök meggyilkolására.
Pérez heteken át gyakorolta a célba lövést, majd 1956. szeptember 20-án, egy Casa del Oberdóban tartott nyílt fogadás alkalmával négy lövést adott le Somozára. Az elnököt azonnal kórházba szállították, de kilenc nap múlva belehalt sérüléseibe. Helyét idősebb fia, Luis Somoza Debayle vette át, és ezzel megkezdődött a Somozák évtizedeken át tartó dinasztikus uralma Nicaragua felett.